# Pößneck
Pößneck é uma cidade da Alemanha localizada no distrito de Saale-Orla, estado da Turíngia.